# 郭椿森
郭椿森（1876年—1950年）字松年，广西武宣县桐岭镇雅岗村人，中华民国政治人物。

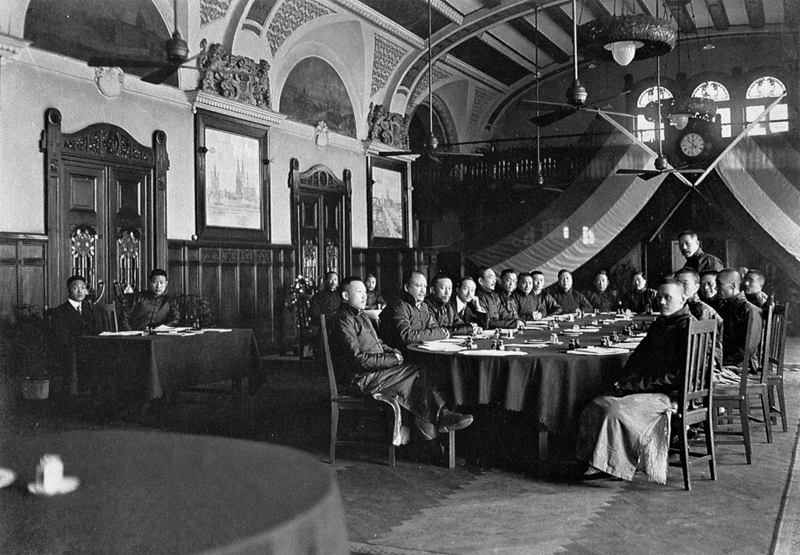
民国八年南北和平談判，上海，1919年2月20日。这是北京政府和南方护法军政府在上海举行的议和会议。站立者为北方总代表朱启钤。会议桌左侧为南方代表，从左至右：王伯群、郭椿森、缪嘉寿、章士钊、唐绍仪、胡汉民、曾彦、刘光烈、彭允彝、李述膺、钟文耀。门前方桌后右为贾士毅，左为周诒春。

## 生平
父亲是清朝秀才，中华民国时期通法律，曾任律师，后靠开锰矿发财。极盛时期，郭家有自耕田十余亩，地20亩，另外还有250亩田地出租，每年可收租谷十万余斤。
19岁中秀才。1905年留学日本学习法政。为中国同盟会会员。1911年辛亥革命时为云南首义成员，任云南法政学堂教务长。
中华民国第一届国会参议员。1917年护法运动开始，到广州非常国会继续担任参议员。到广州后，很快获两广巡阅使陆荣廷赏识，升任广西督军署秘书长。1917年11月，莫荣新任广东督军，任广东督军署少将参谋长。1918年，参议员在非常国会联络汤漪等人提出并且通过了《修正军政府组织法案》，将大元帅制改为总裁合议制，排挤孙中山。
孙中山曾两次企图炮击桂军莫荣新。第一次约在1917年11月中旬，但炮未打响。第二次是在1918年1月3日，这次炮击是在援闽粤军成立之后发生。在此次炮击的准备期间，孙中山命朱执信指挥陆上军队，并且命许崇智、罗翼群协助陈炯明举事。但计划事先即因参与部队过多而泄漏。莫荣新得知孙中山要炮击自己，乃集合下属商量对策，参谋长力主保持镇静，不予还击，称“还击则彼众我寡，决无胜算，不还击，人将谓曲在中山，彼将更成孤立。”当时在广州的桂军仅四、五千人，而滇军、粤军共约一万五千人。莫荣新决定采纳的不理睬策略。
1月2日夜12时，孙中山登上同安舰，并且命豫章舰随行，准备同时向莫荣新的广东督军署开炮。同时，游击司令李安邦奉命率小兵舰巡江，用机枪扫射长堤桂军的江防司令部等驻兵机关。至天明，除李安邦的巡舰向长堤桂军机关扫射外，没有任何陆上部队（滇军、粤军）响应。桂军方面也未作任何还击。事态没有扩大，孙中山的讨莫计划失败。因为过度劳累，孙中山生病休息多日，莫荣新假装无事，亲到元帅府探望孙中山。
《民主报》主笔陈耿夫拥护孙中山，常在报纸上揭露政学系杨永泰和广东督军莫荣新等人。1918年，莫荣新指使督军署参谋长派人到《民主报》拘捕陈耿夫。当时陈耿夫正与记者卢博浪聊天。卢博浪见几个大汉闖來，即混入排字房伪装排字。陈耿夫则攀登天台，逃跑未果而被拘。奉莫荣新的旨意，不经审讯便派桂军将陈耿夫押赴广州郊外枪杀。
旧桂系失败后，赴上海，隐居上海法租界。
1920年，当正任广东督军署参谋长时，在雅岗村的其父便从梧州请来建筑师设计了西洋楼房。此后其父主持了楼房的兴建，主楼建成后，为了保安全，又建起护楼。整座庄园有房屋99间，施工用时5年，耗资18万两白银。郭家庄园后院的两座岗楼的窗口，分别嵌“全”字、“寿”字。郭家庄园建成不久，的父亲便病倒，随后病逝。当时正忙于广东战事的无法回家奔丧。
1934年，回到家乡时，父亲已去世10年，写下一副对联：“病未待葬未归十载空虚游子泪，国已亡家已破九泉难慰老亲心。”此后一直在家闲居。
1950年，因为“与土匪暴乱有干系”，被处决，终年73岁。
中华人民共和国成立后，郭家庄园在土改中被没收归公，长年用作粮仓。1989年落实政策，归还郭家亲属管理。2004年，来宾市人民政府将郭松年庄园列为来宾市文物保护单位。